# Iveco Daily
El Iveco Daily es un vehículo comercial ligero producido por el fabricante italiano Iveco desde 1978, también comercializado como Fiat Daily,  Alfa Romeo AR8 y OM Grinta hasta 1983. Además Zastava Kamioni en Serbia sigue fabricando bajo licencia la primera y segunda generaciones como Zastava Kamioni Rival y New Turbo Rival  respectivamente.

## Generaciones

### Primera generación (1978-1990)
En 1978 Iveco comienza la producción de un vehículo del tipo comercial ligero, siendo el heredero y sucesor del viejo modelo Fiat 241 y Fiat 238. El modelo Daily era ofrecido inicialmente en dos series, los 35 y 50, su mayor diferencia era el peso, la serie 35 pesaba 3.500 kilogramos y la serie 50 pesaba 5.000 kilogramos. Según las configuraciones ofrece una capacidad de carga de hasta 17m³. A partir de los 80 fue introducida la serie turbodiesel; «Turbodaily» , que fue producida hasta el año 2002.

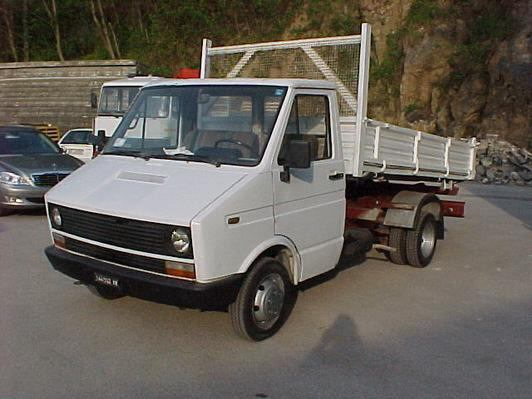
Primera generación plataforma
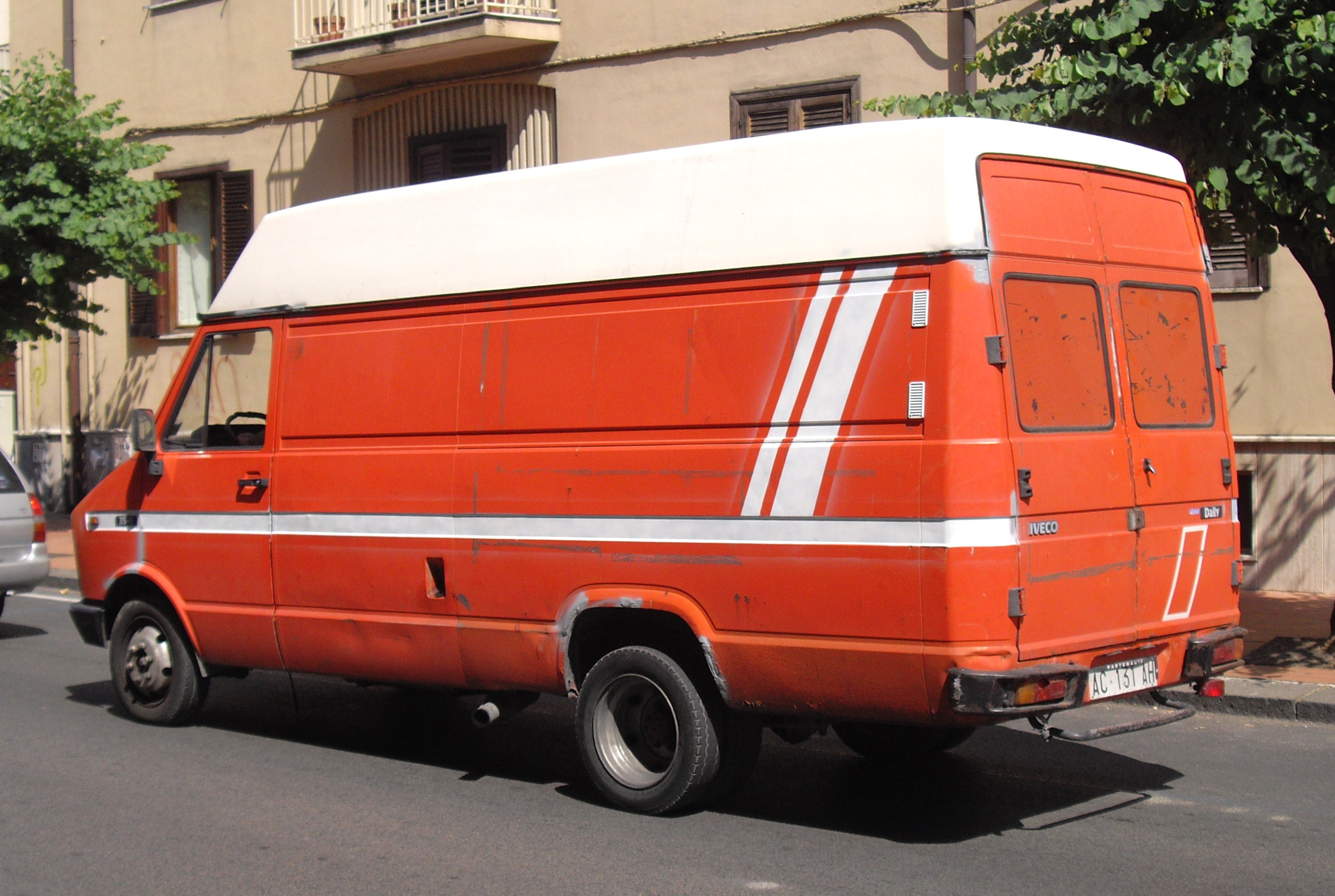
Primera generación furgón

### Rediseño de la primera generación (1990-2000)-(1990-2008 Sudamérica)
El rediseño de la primera generación del modelo Daily fue introducida a partir de 1990, la misma incorporó mejoras tanto en la motorización como en su diseño. En 1996 la primera generación fue reestilizada y el motor estaba disponible en una versión de 2.8 litros (103 CV).

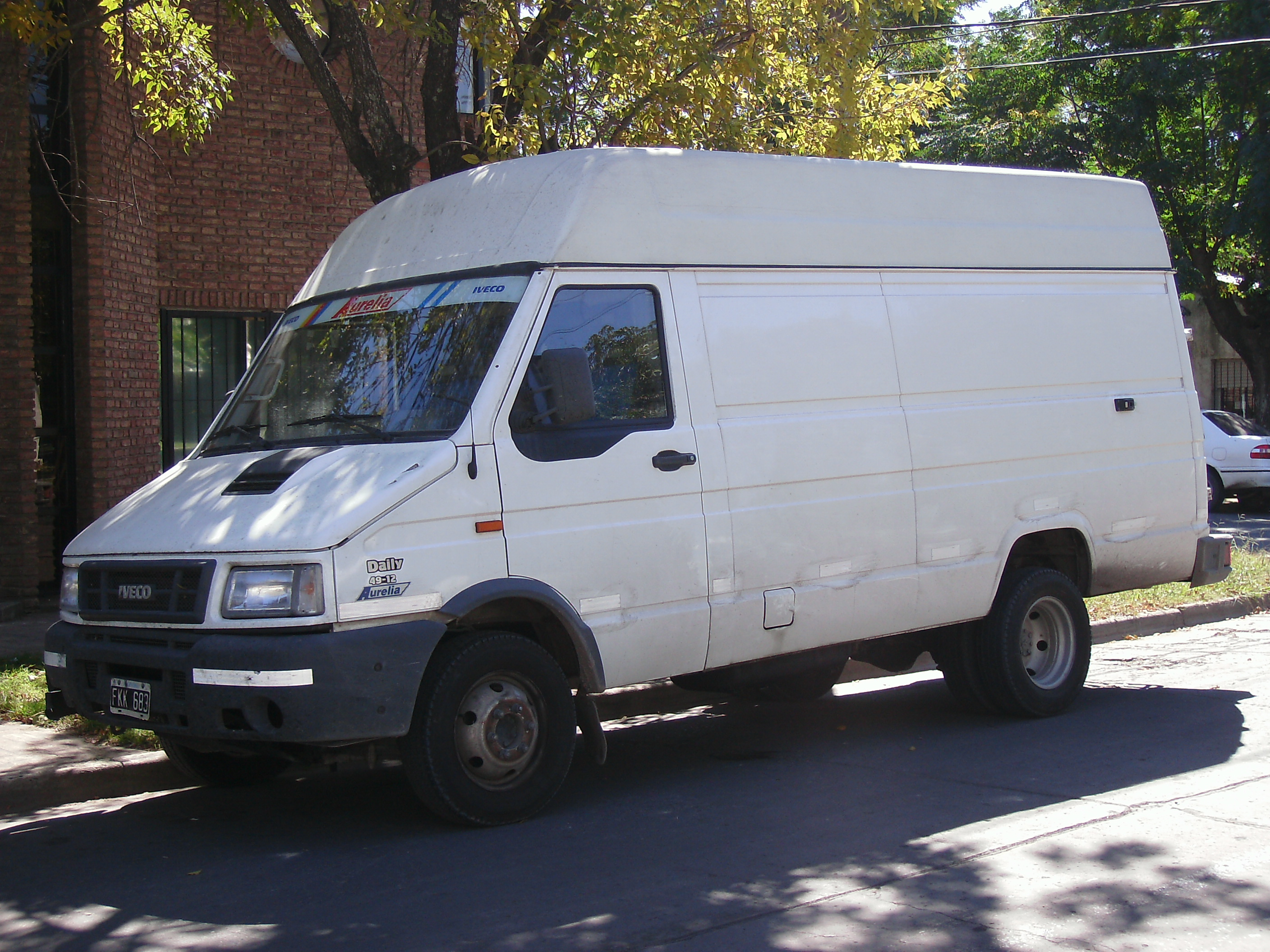
Primera generación furgón (rediseñado)
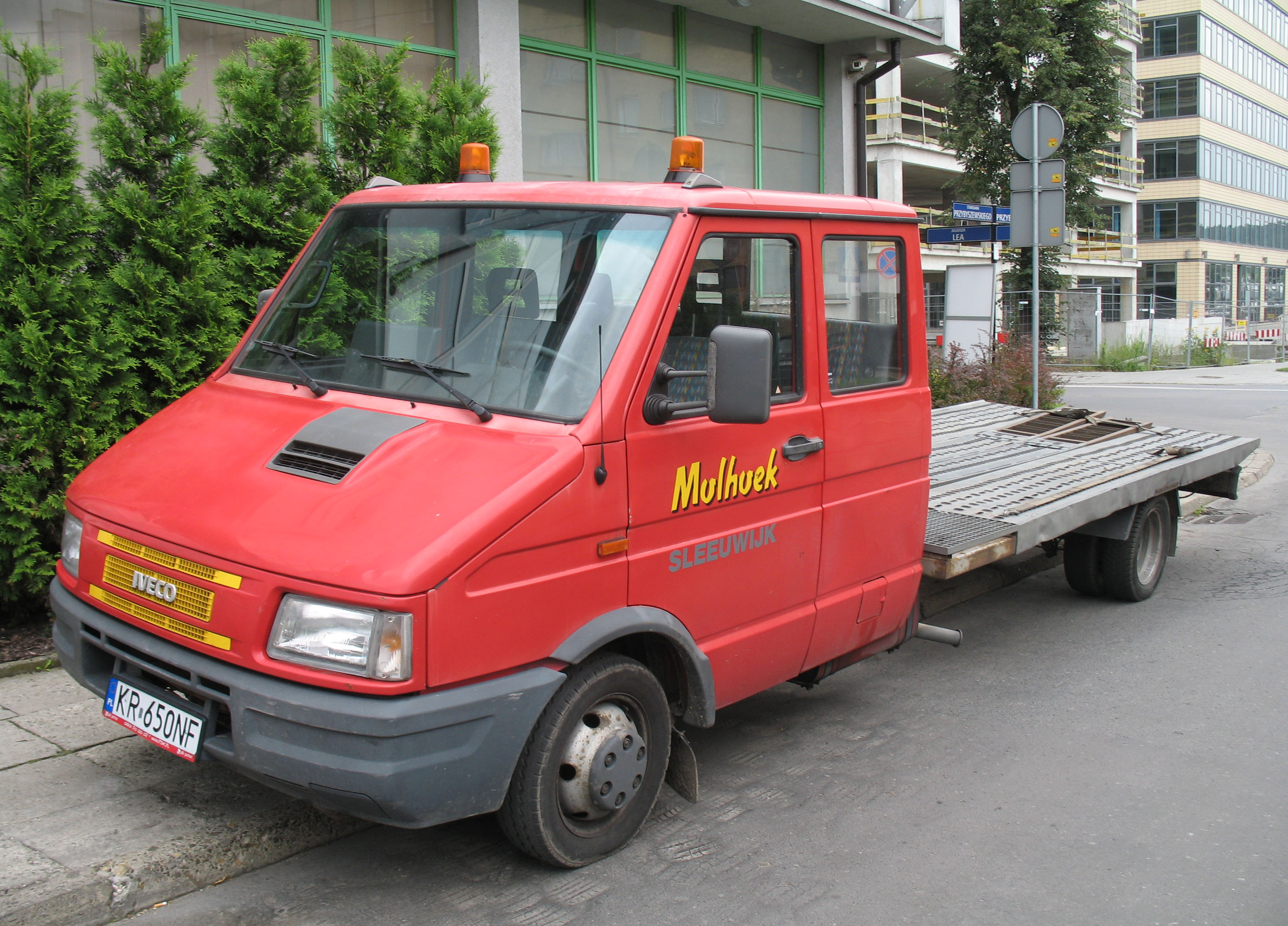
Primera generación plataforma volcable (rediseñado)

En Sudamérica se lo fabricó hasta el 2008, ensamblado en la planta de Iveco en Venezuela.

### Segunda generación (2000-2006)
Los vehículos de la segunda serie eran más anchos y más bajos. Había disponibles 2 series, el Daily 65 (6.5 toneladas) y el Daily 28 (2.8 toneladas).

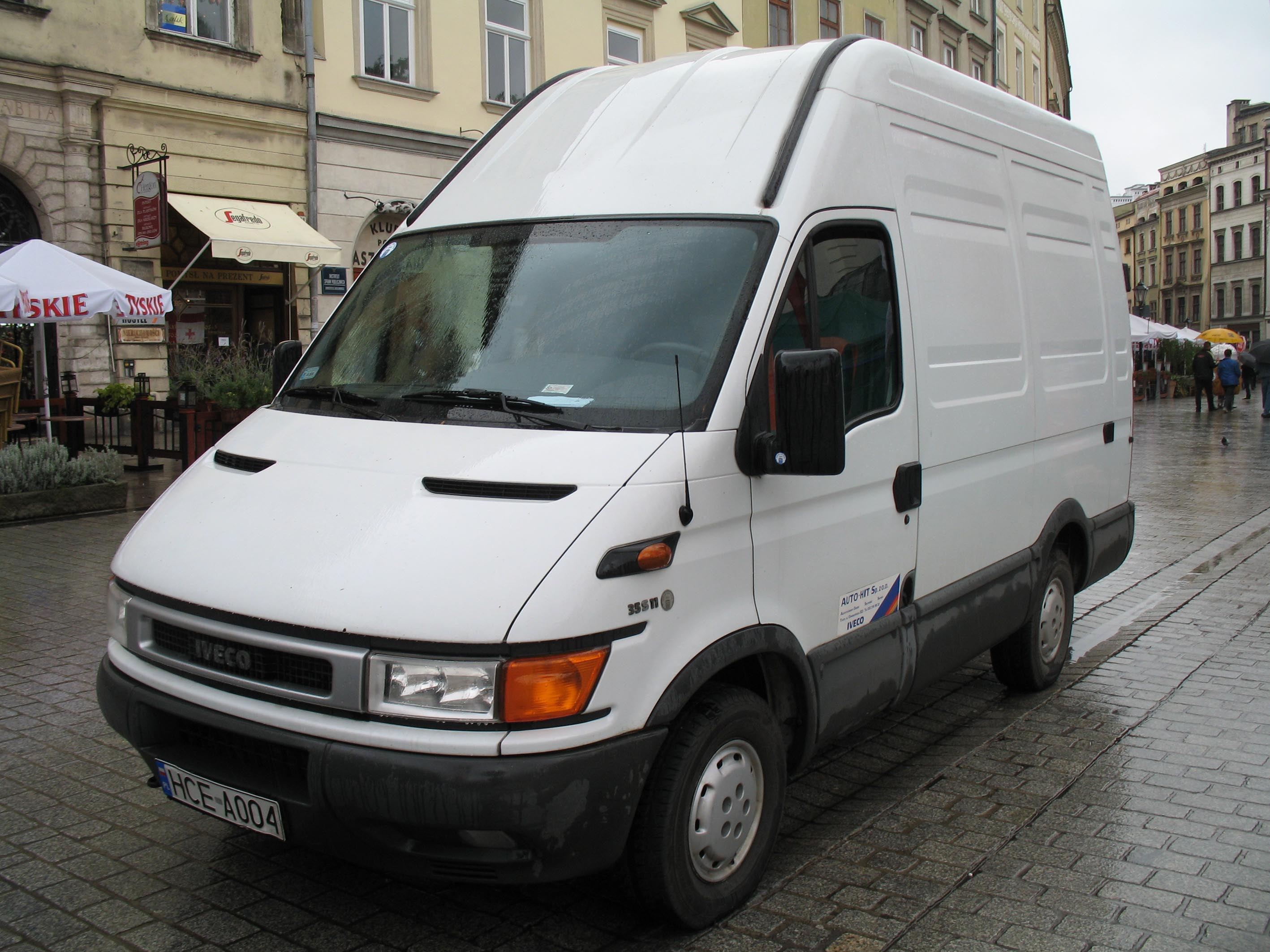
Segunda generación furgón
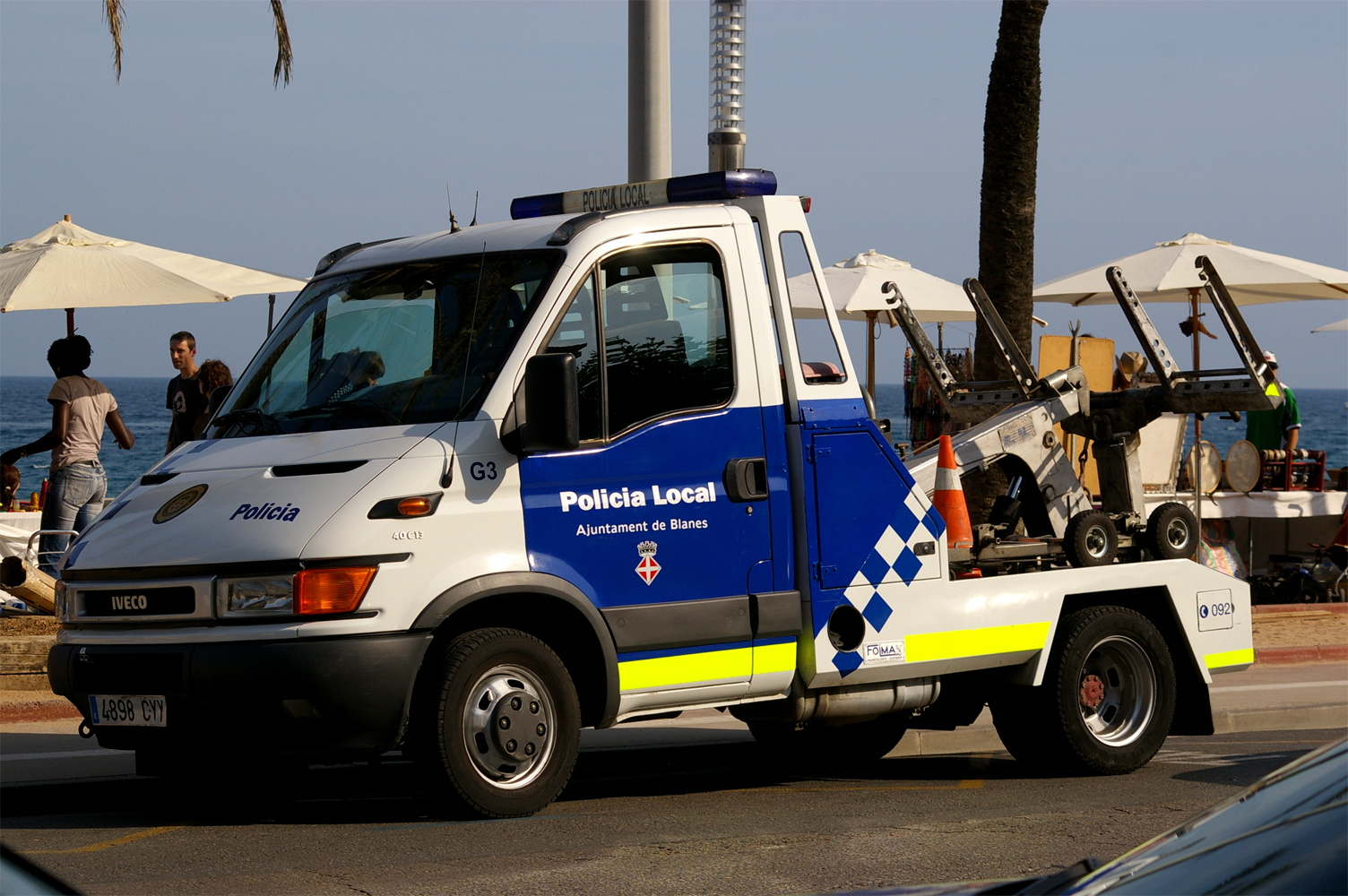
Segunda generación grúa
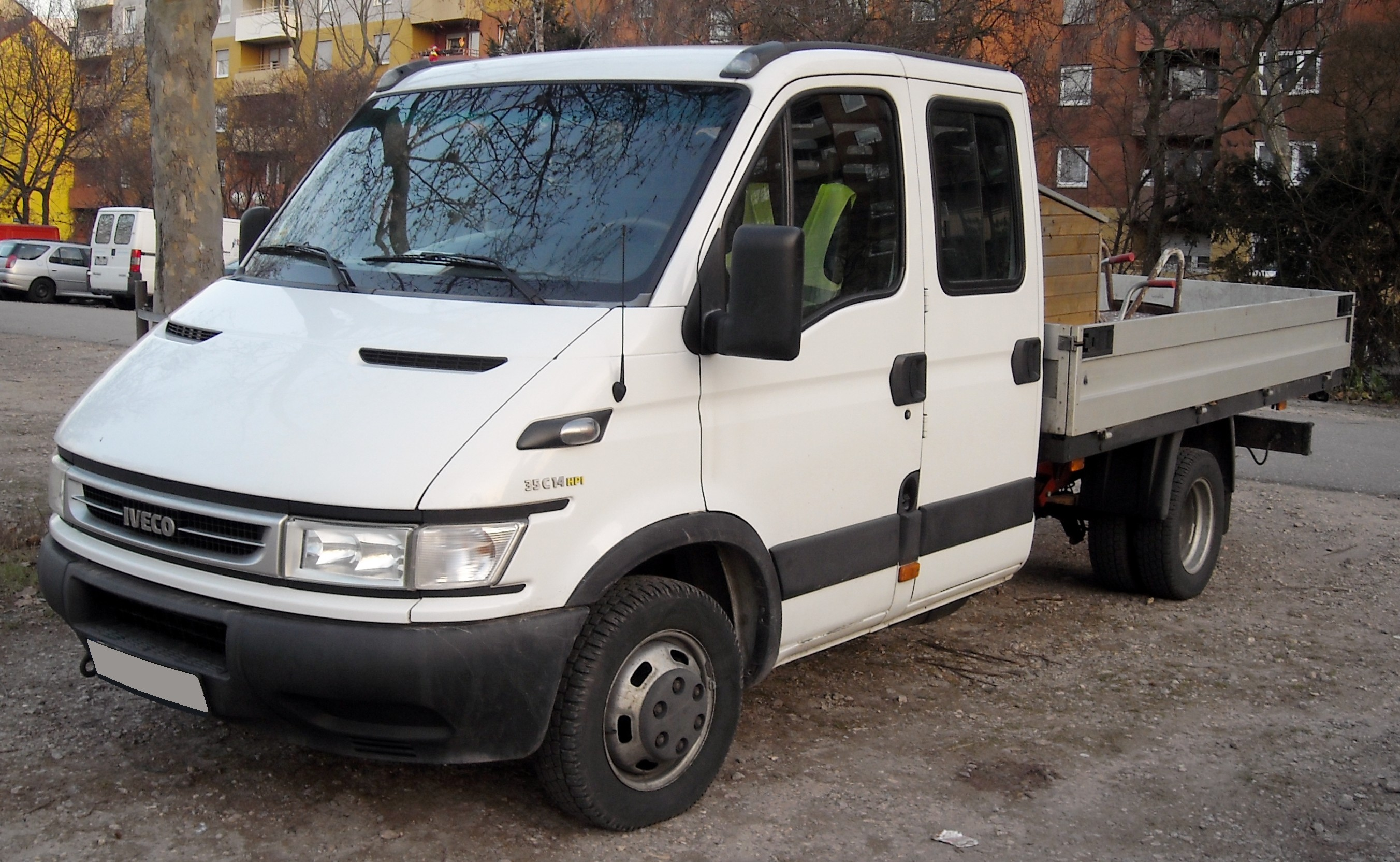
Segunda generación plataforma

### Rediseño de la segunda generación (2006-2014)
El rediseño de la segunda generación fue diseñada por Giugiaro y fue lanzada a la venta a mediados de 2006. Se encuentra disponible como: furgón, chasis cabina, combi, minibús y ágil. El minibús se comercializa bajo la marca Irisbus con denominación similar a la variante comercial, Irisbus Ecodaily. El peso total de carga permitido en las dos versiones disponibles es de: 3500 kilogramos y 5500 kilogramos.

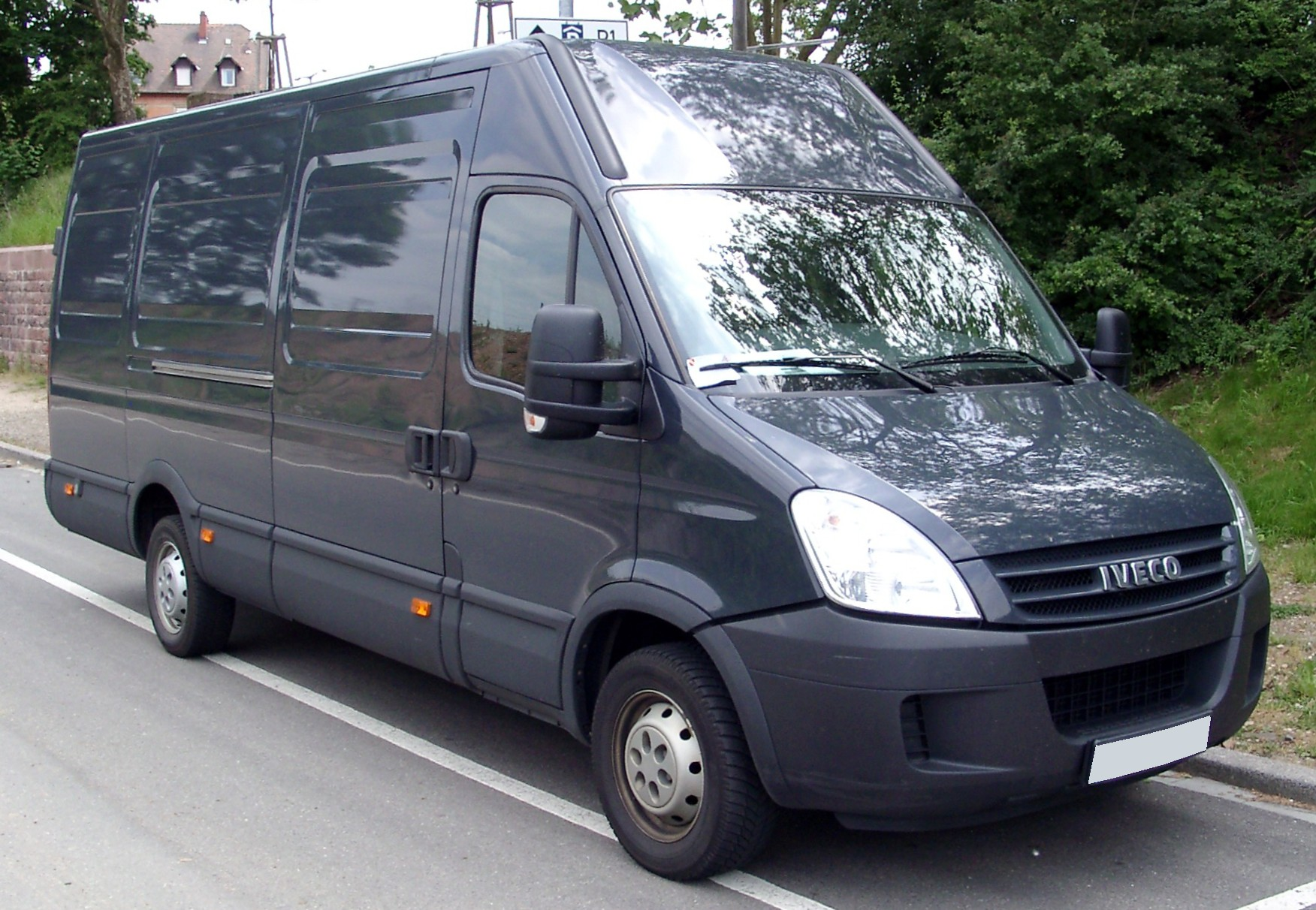
Segunda generación furgón (1º facelift)
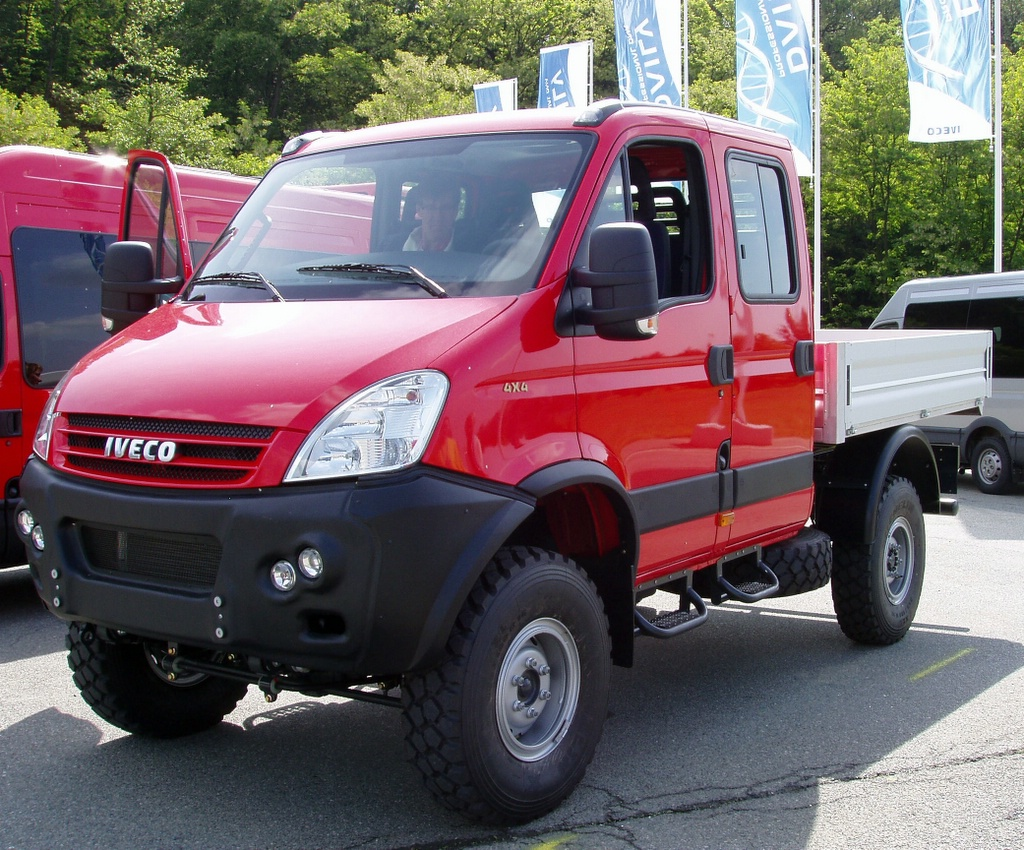
Segunda generación 4x4
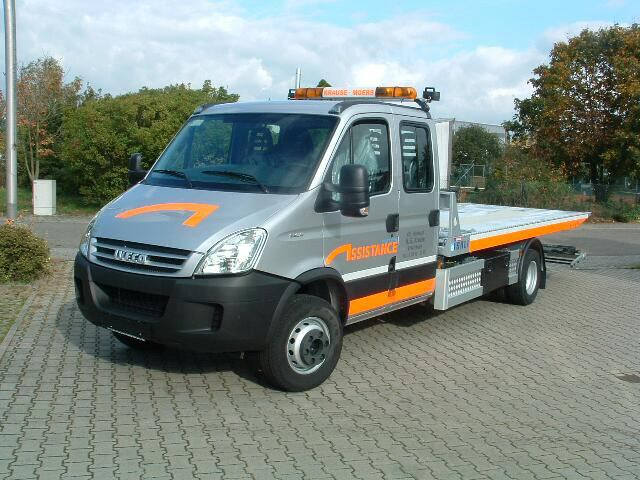
Segunda generación con plataforma
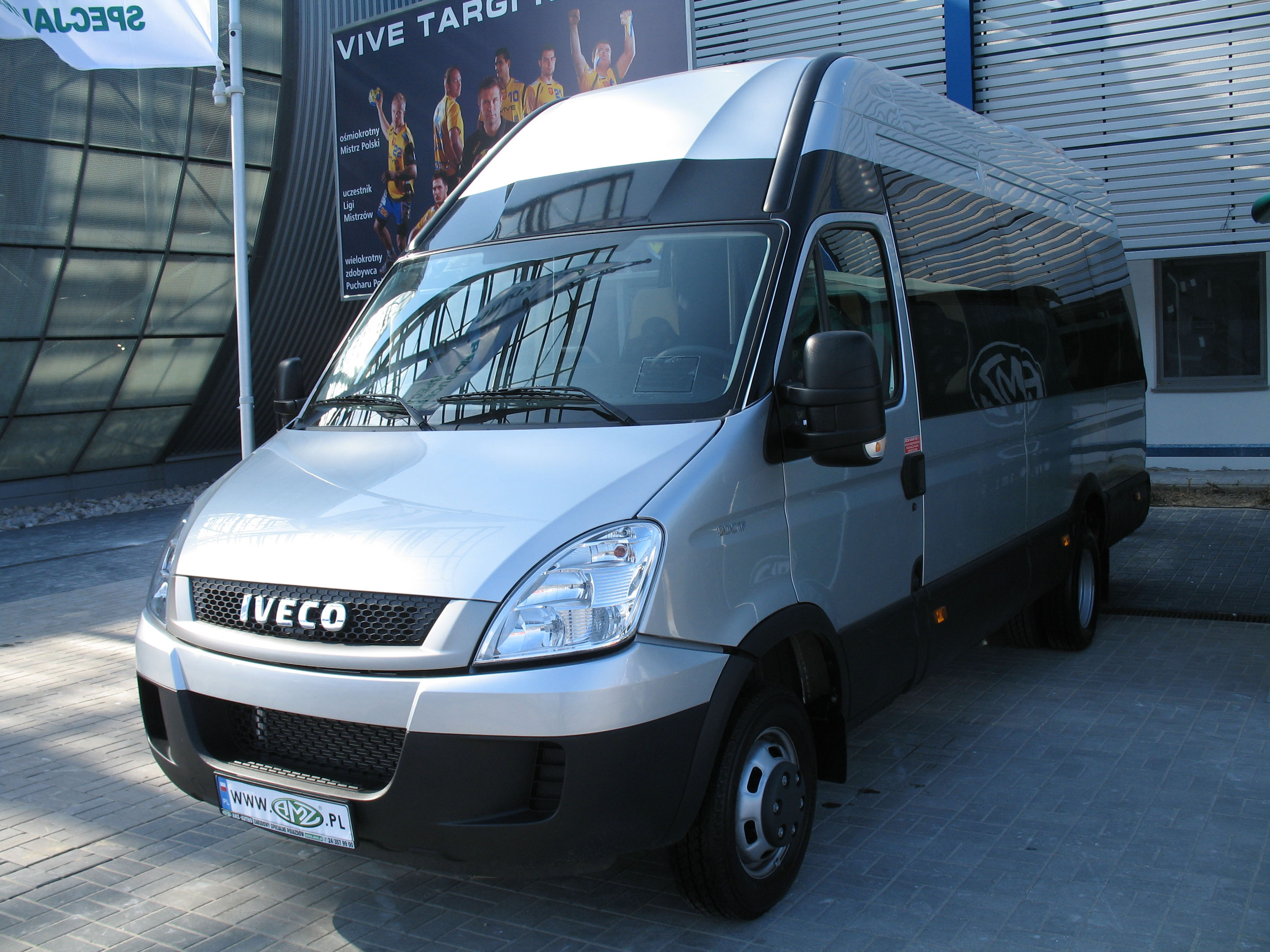
Segunda generación minibús

#### Reestilización (2.º facelift)

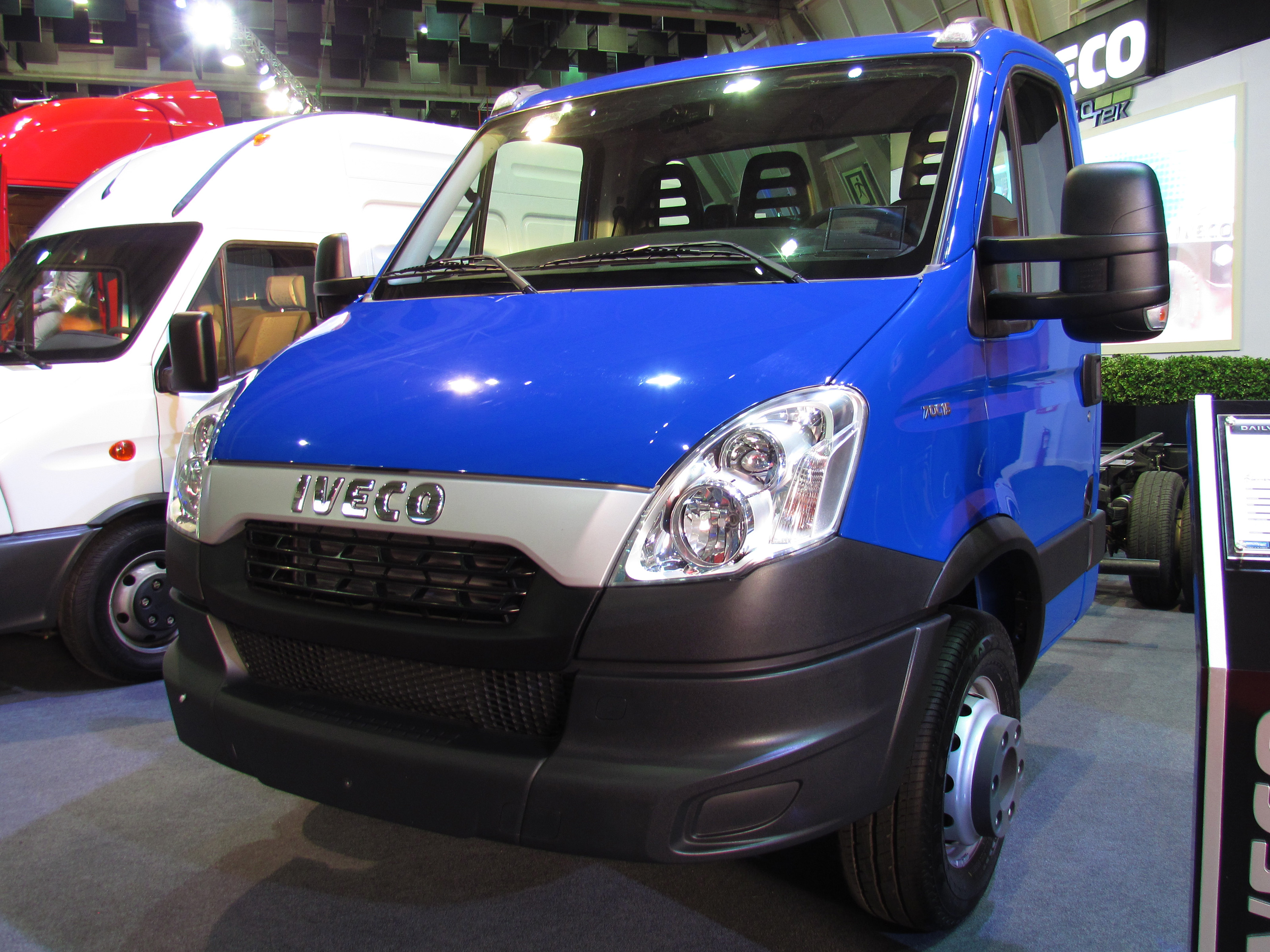
Segunda generación reestilizada
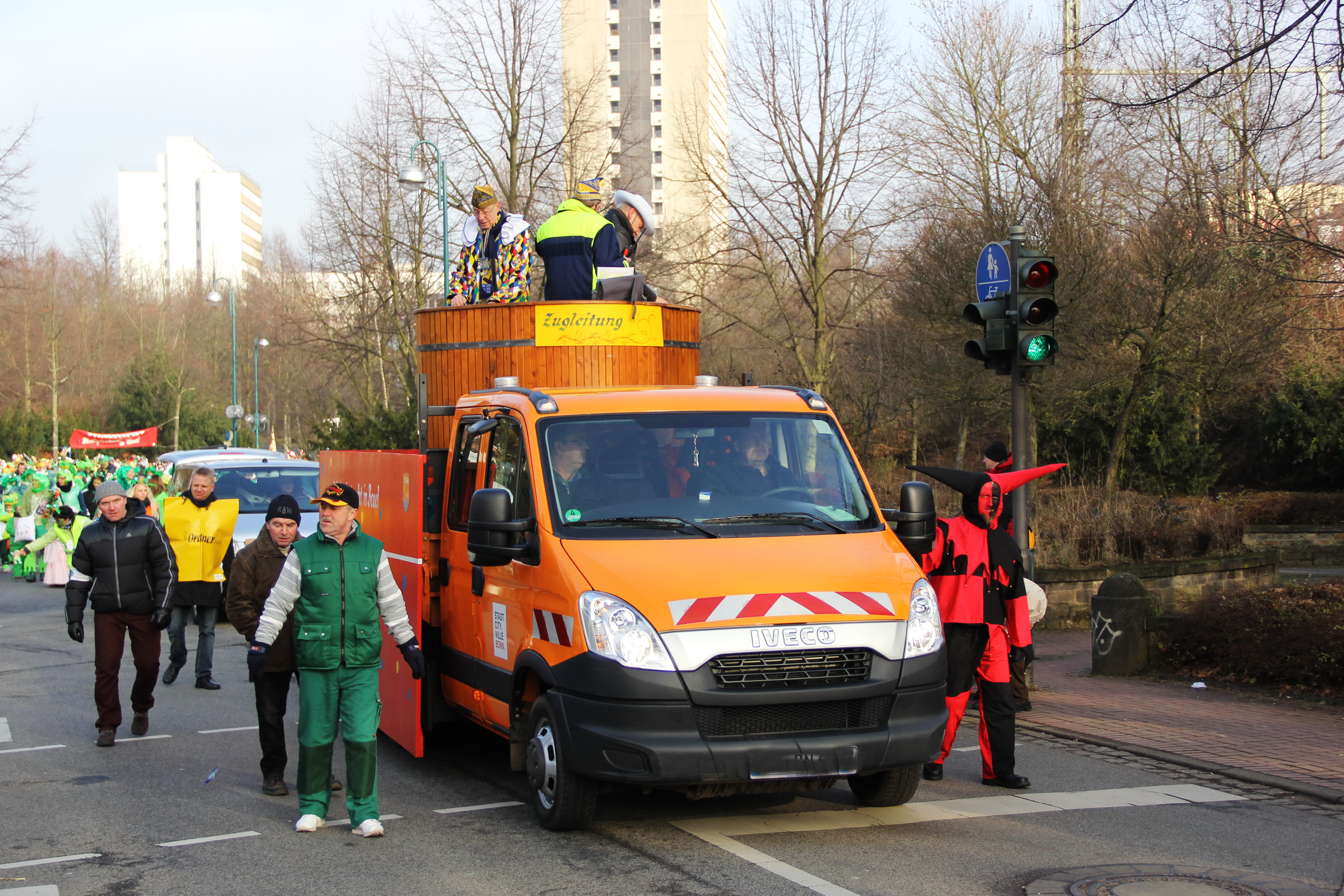
Segunda generación
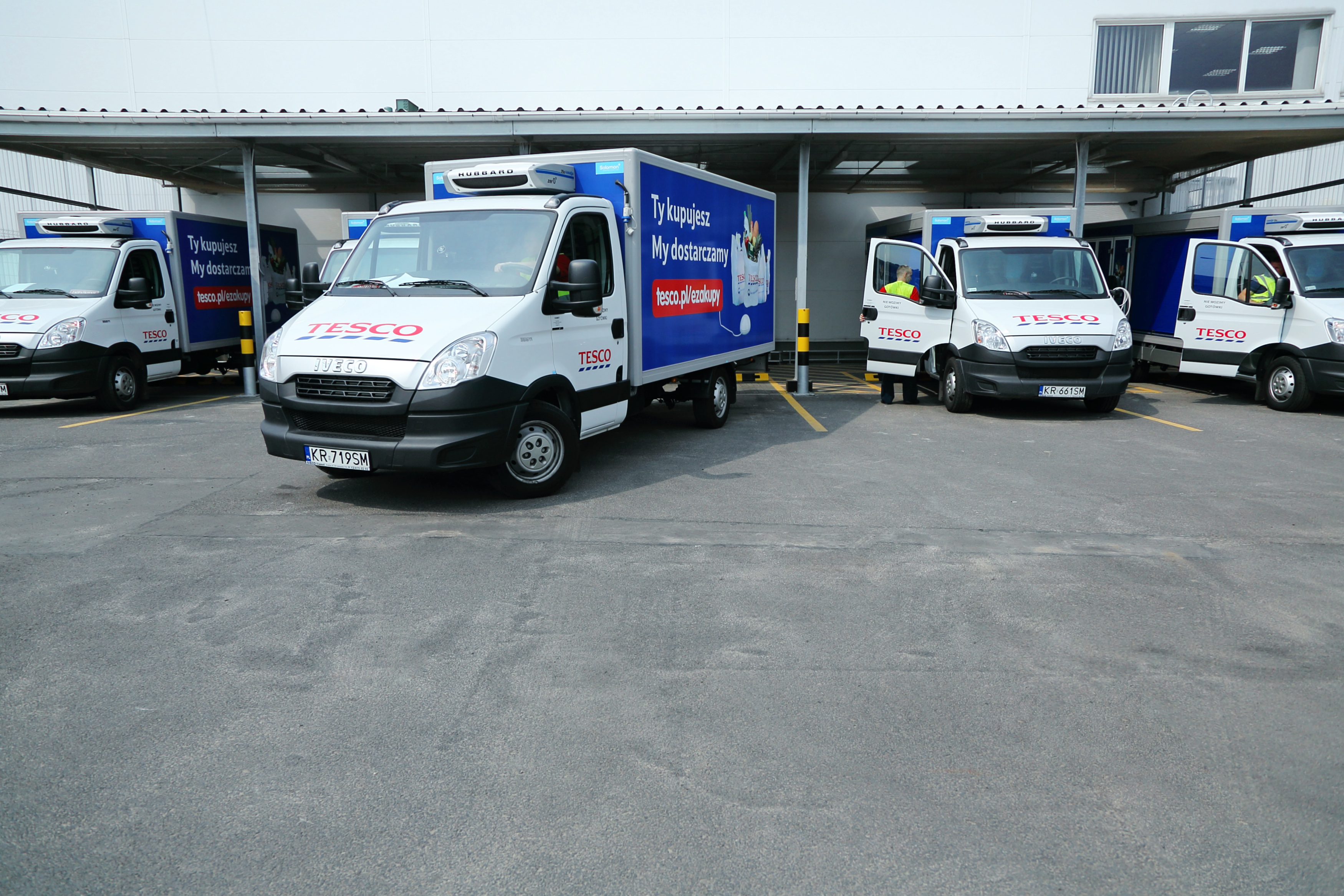
Segunda generación reestilizada
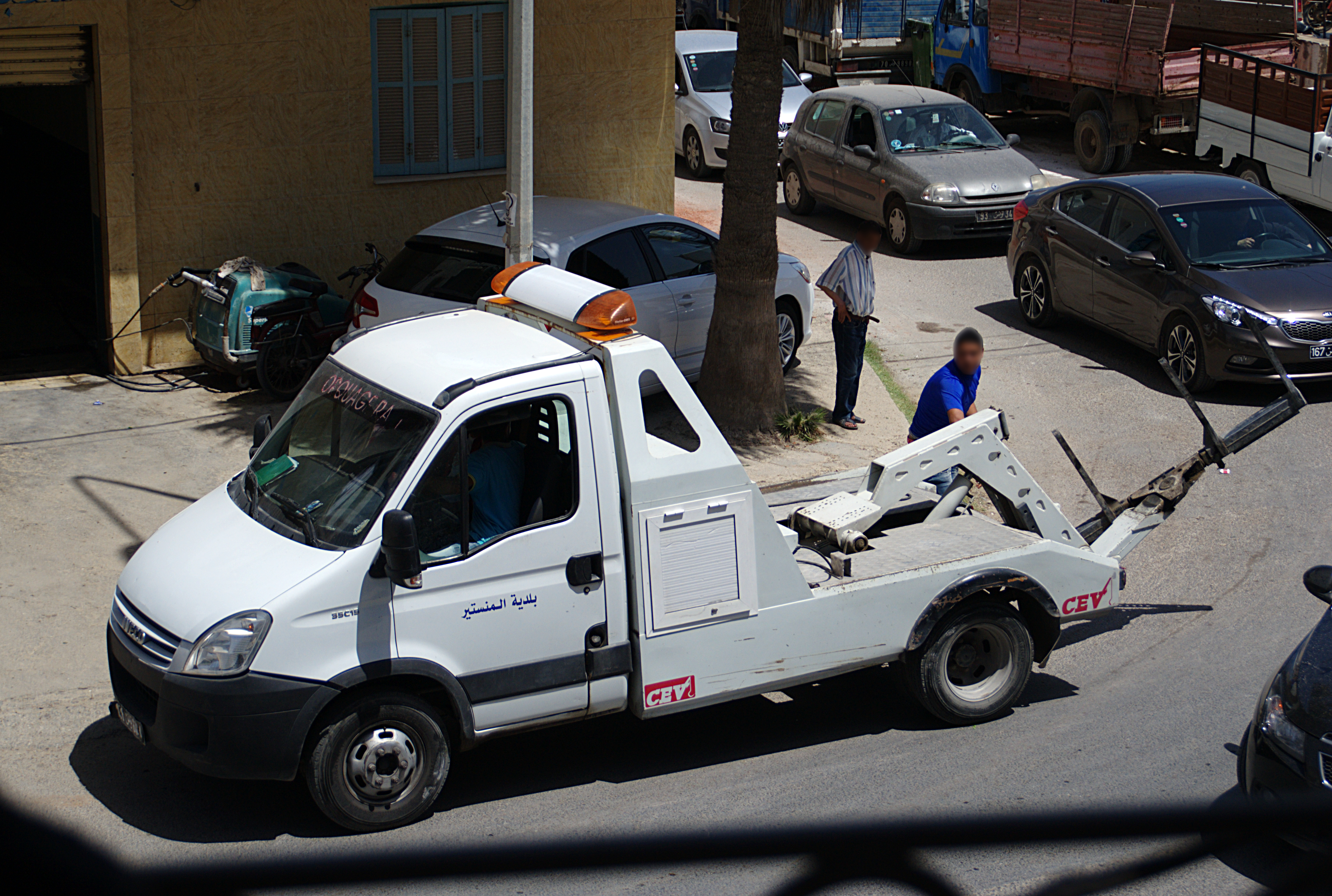
Segunda generación reestilizada

### Tercera generación (2014- presente)

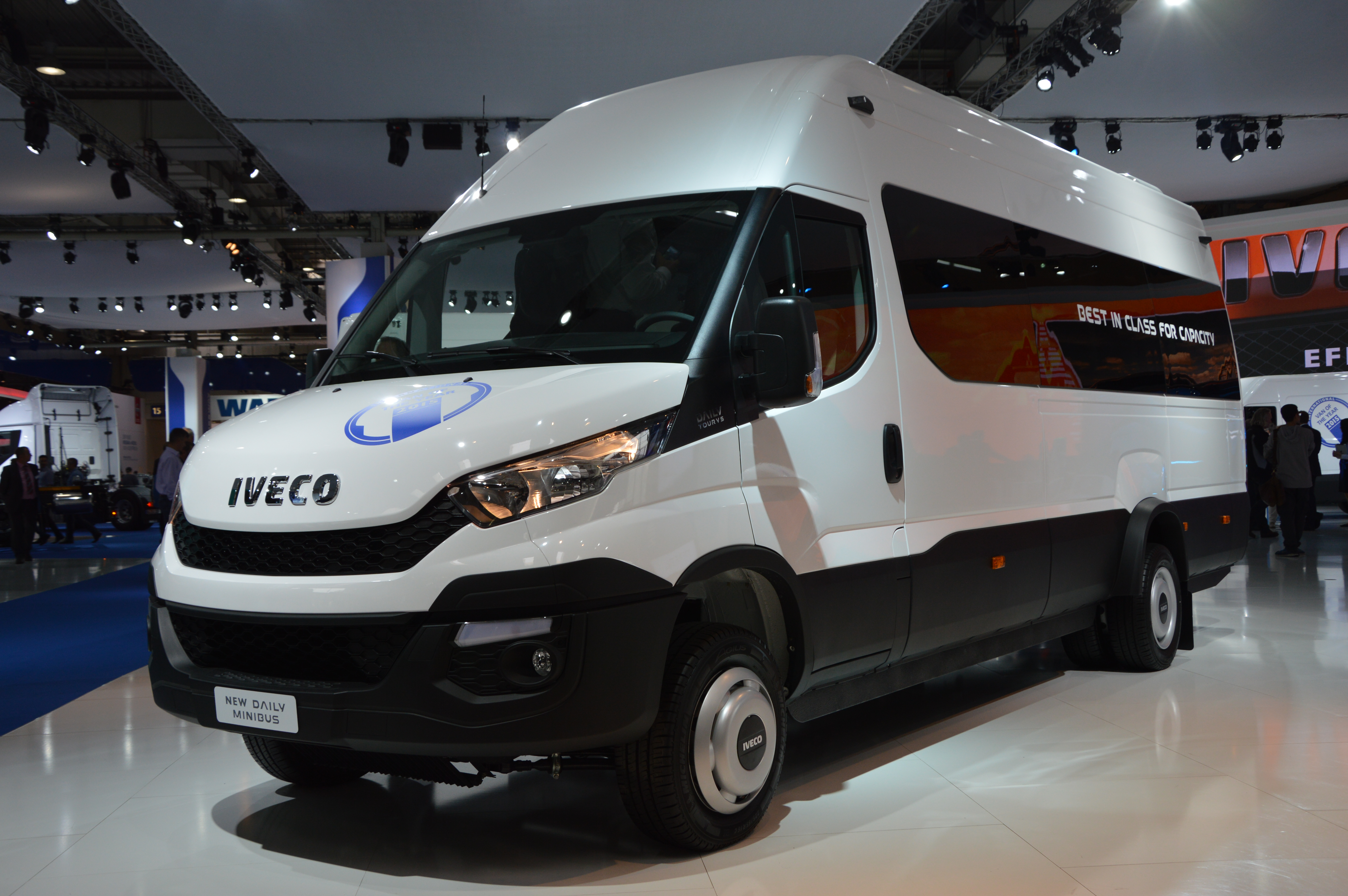
Tercera generación minibus
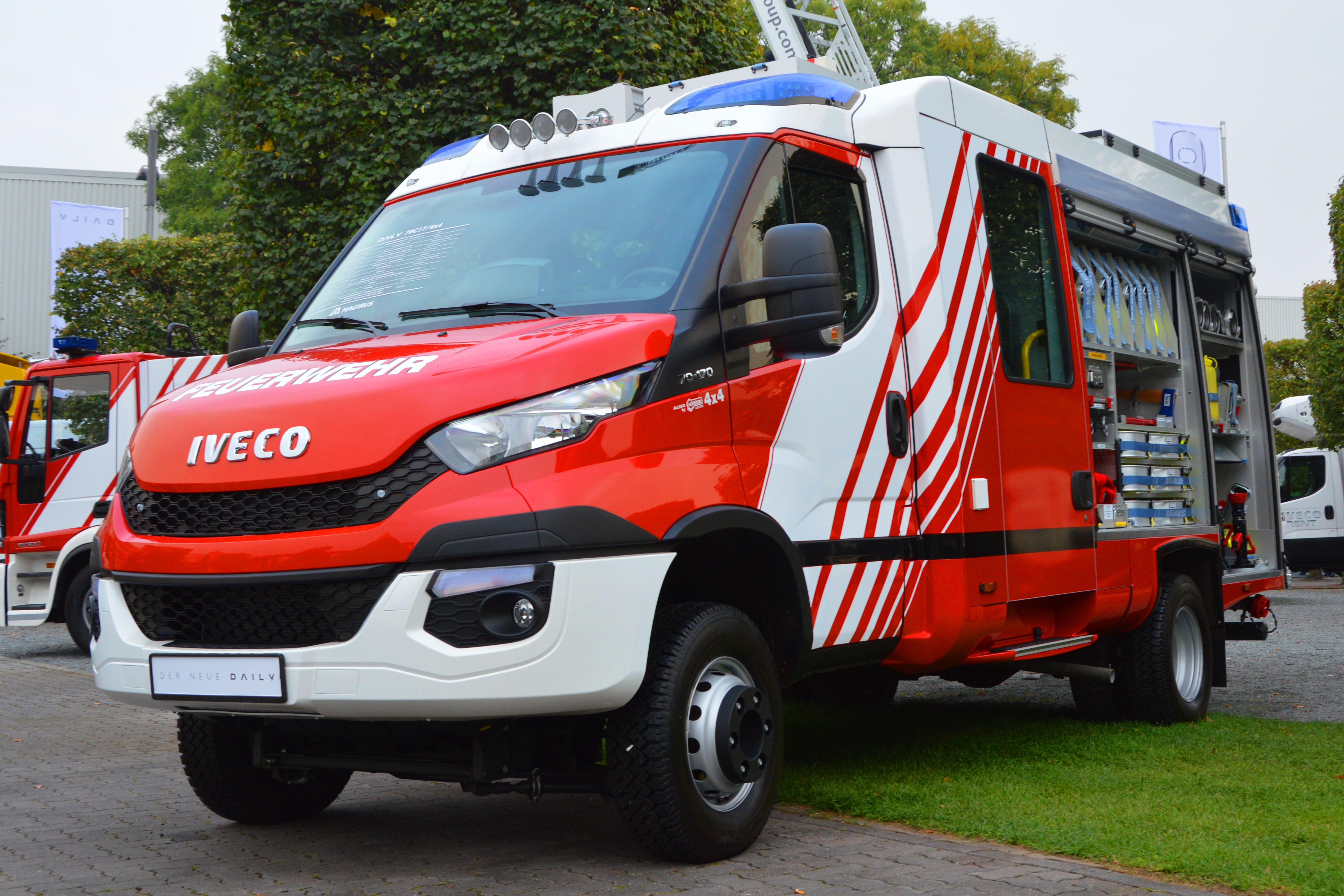
Tercera generación como camión de bomberos
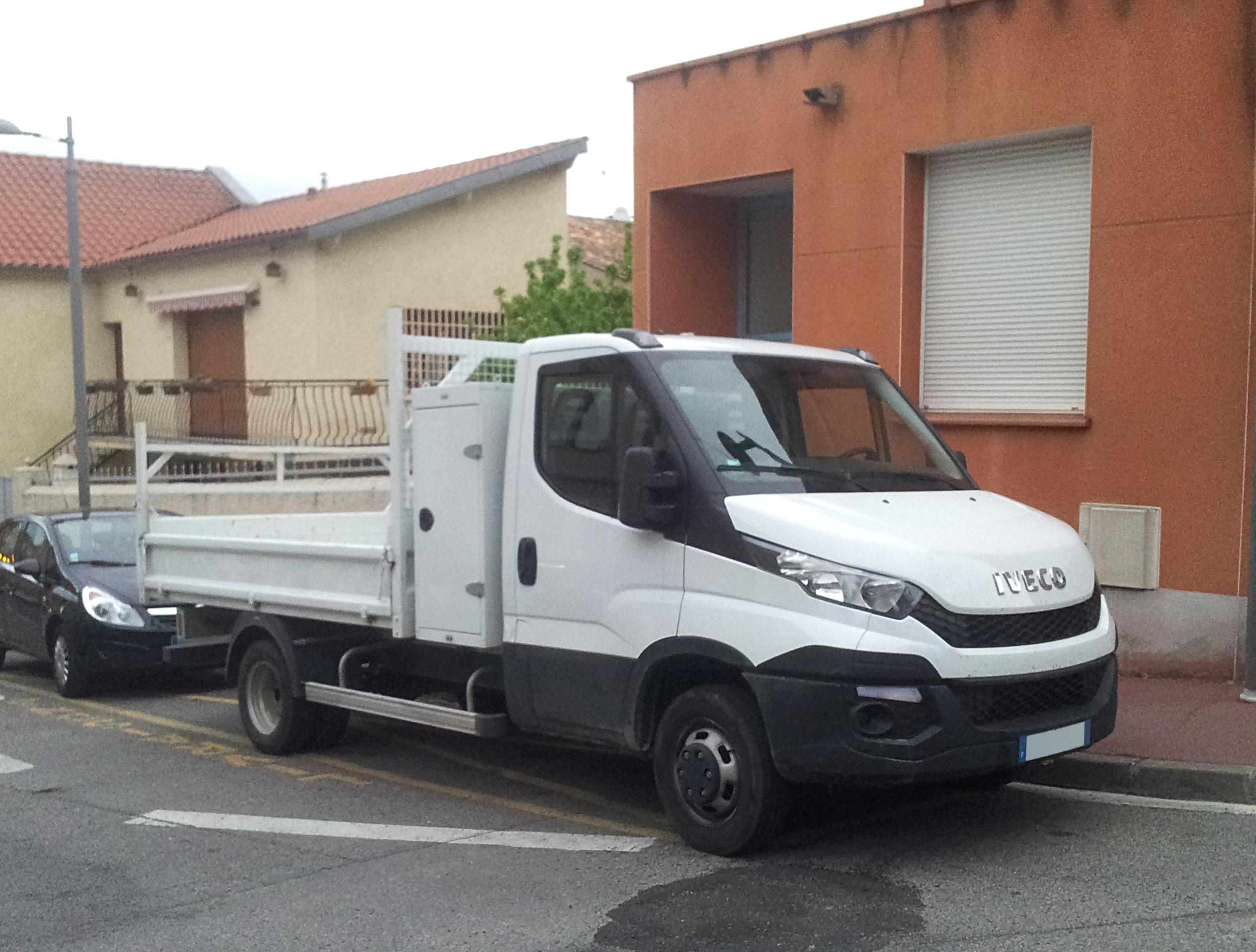
Tercera generación plataforma
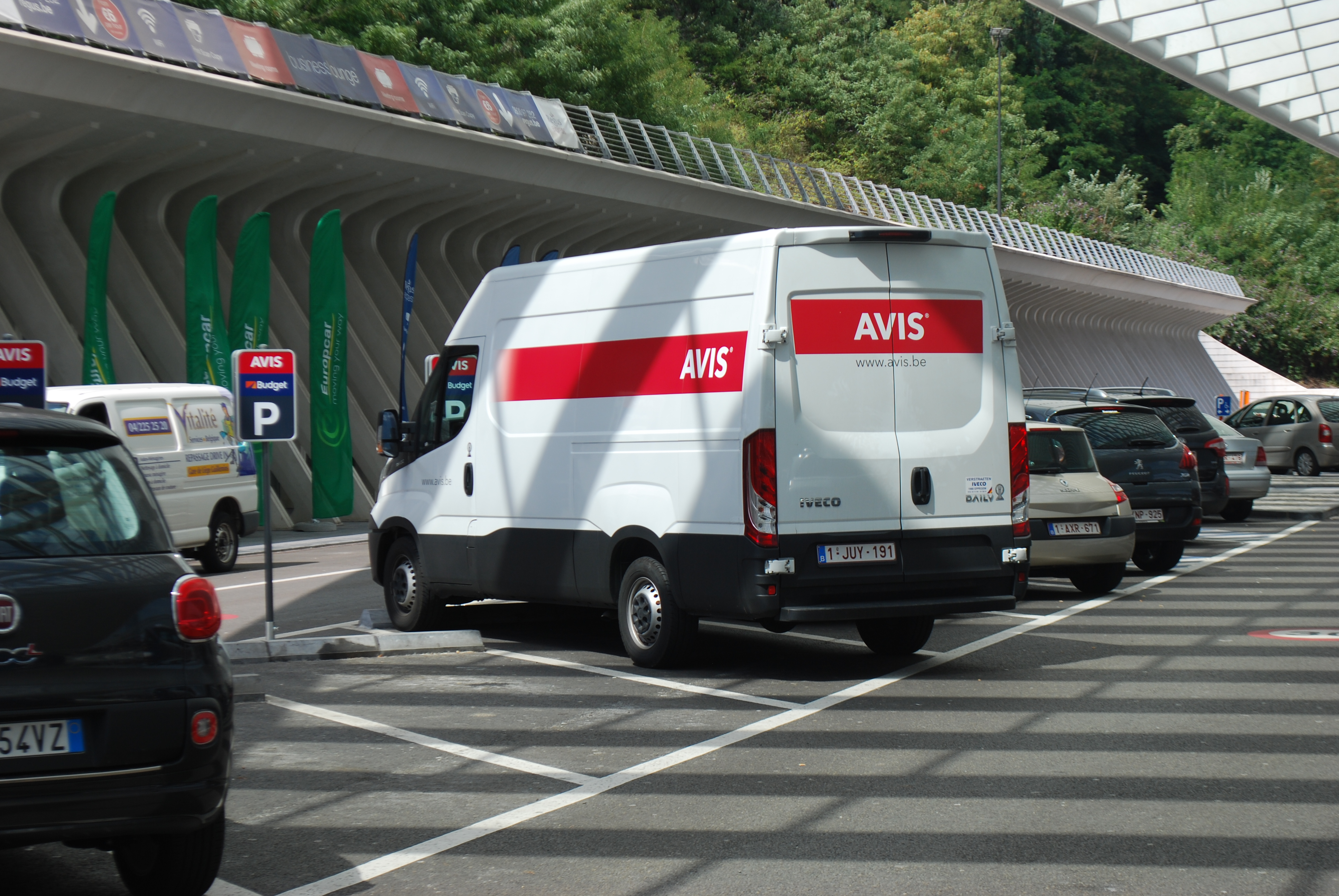
Tercera generación

## Motorizaciones
- 2.3HPI de 96 CV y 116 CV.
- 2.3HPT de 136 CV

- 3.0HPI de 146 CV
- 3.0HPT de 176 CV
- 3.0CNG de 136 CV